# Flagge Andorras
Die Flagge Andorras ist eine Trikolore, die aus drei senkrechten Streifen in Blau, Gelb und Rot besteht. Der mittlere Streifen trägt das Wappen Andorras.

## Beschreibung
Die Breite der drei Streifen der andorranischen Flagge steht in einem Verhältnis von 8:9:8, das heißt, der mittlere (gelbe) Streifen ist etwas breiter als die beiden äußeren. Die Farben Blau und Rot der andorranischen Flagge sind zwei Farben der französischen Flagge, Rot und Gelb sind die spanischen Farben. Im Wappen steht im linken oberen Viertel die Mitra und Hirtenstab des Bischofs von Urgell, die drei roten Pfähle rechts oben stehen für die Grafen von Foix, die vier Pfähle unten links für Katalonien und die Kühe im vierten Viertel stehen für die Grafen von Béarn. Der lateinische Spruch bedeutet „Vereint ist die Tugend stärker“.
Nur die Staatsflagge trägt das Wappen, die bürgerliche Flagge kommt auch ohne Wappen aus. Eher ungewöhnlich für Nationalflaggen ist das Seitenverhältnis von 7:10.

Aufbau der Staatsflagge
2:3 oder 7:10   Bürgerliche Flagge

| System                      | Blau      | Gelb      | Rot (auch im Wappen) | Beige im Wappen | Braun im Wappen (Wahlspruch) | Gelb im Wappen | Weiß im Wappen | Blau im Wappen (Halsbänder der Kühe) |
| --------------------------- | --------- | --------- | -------------------- | --------------- | ---------------------------- | -------------- | -------------- | ------------------------------------ |
| RGB                         | 15-34-140 | 244-228-0 | 237-25-45            | 226-195-145     | 79-33-0                      | 255-234-15     | 255-255-255    | 0-58-255                             |
| Hexadezimale Farbdefinition | #0F228C   | #F4E400   | #ED192D              | #E2C391         | #4F2100                      | #FFEA0F        | #FFFFFF        | #003AFF                              |

## Geschichte

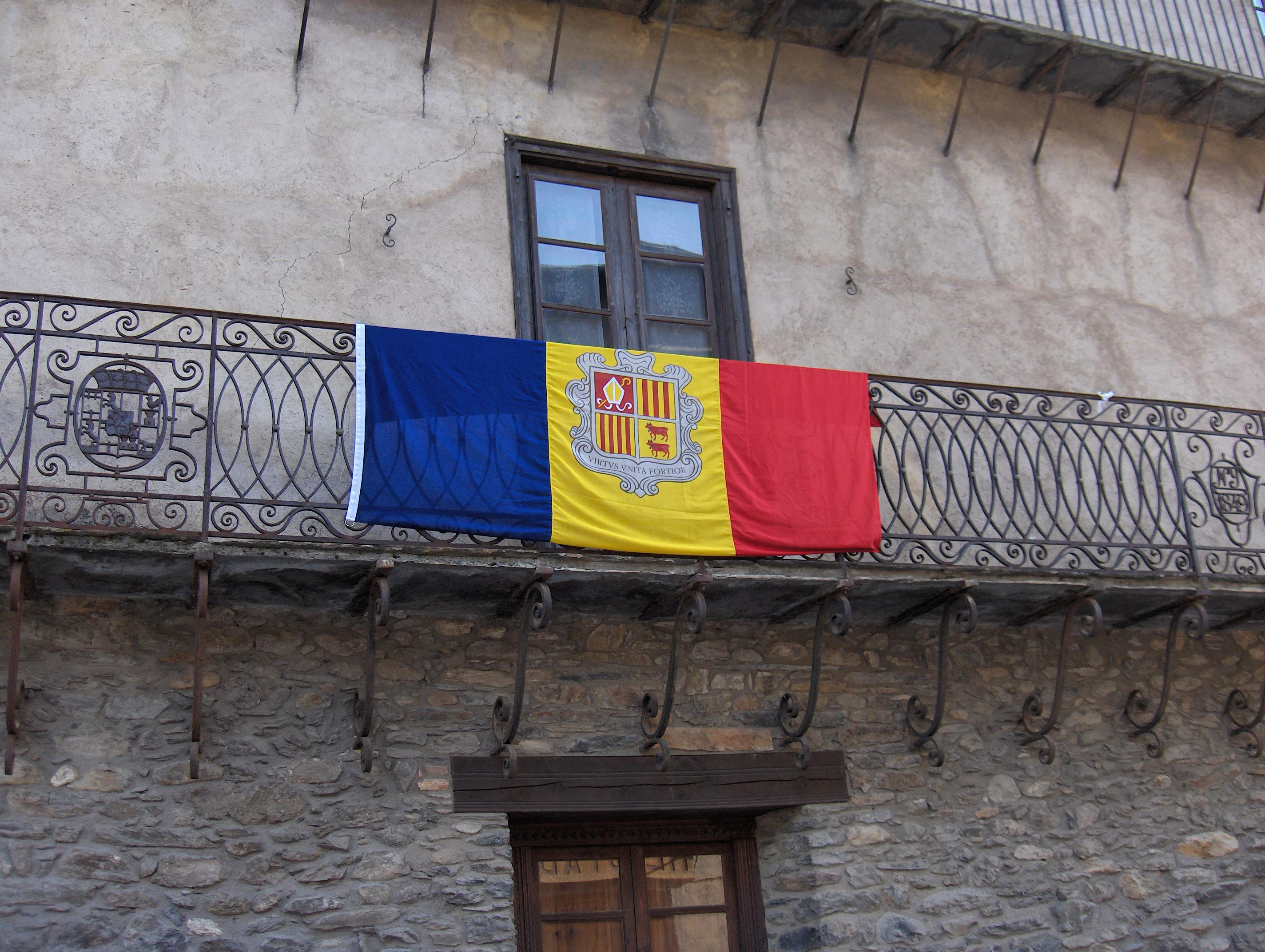
Flagge Andorras

Bis 1806 wurde in Andorra die Flagge Kataloniens verwendet, da der Bischof von Urgell dem katalanischen Herrscher untertan war.
Die erste bekannte Flagge Andorras wurde 1806 eingeführt und leitete sich von der Flagge der Grafen von Foix ab. Es war eine senkrecht geteilte gelb-rote Flagge.
Vermutlich seit 1866 wurde eine horizontale Trikolore in Rot-Gelb-Blau mit einer Krone im gelben Streifen verwendet. Spätestens ab 1939 wurde die vertikale Version benutzt, eventuell auch schon früher parallel zur horizontalen Flagge. Das Wappen auf der Flagge änderte sich seitdem nur wenig. Offiziell bestätigt wurde die Flagge aber erst am 20. Juni 1996 durch die Versammlung des Consell General de les Valls (Generalrat der Täler).
Laut einer Legende führte man das Wappen in die Staatsflagge erst ein, als andauernd Bürger des Tschads in die Ständige Vertretung Andorras in Paris kamen. Allerdings führt Andorra das Wappen seit 1939 in seiner Staatsflagge, als es den Tschad noch gar nicht gab. Der Hintergrund der Legende war, dass der andorranische Administrator in Paris die bürgerliche Flagge am Gebäude hissen ließ, wie es in Andorra üblich war. Erst nach dem regen Besuch der Staatsbürger Tschads forderte er aus der Heimat die Dienstflagge an.
Die Flagge des Tschad hat nur ein anderes Format als die andorranische Bürgerliche Flagge. Genauso verhält es sich mit der Flagge Rumäniens, die für den blauen Streifen einen leicht anderen Farbton verwendet. Die Flagge der Republik Moldau hat zusätzlich das Staatswappen im gelben Streifen und hat als einzige kulturelle Flagge eine Beziehung zu einer der drei anderen, nämlich zu der von Rumänien.
Die verschiedenen Gemeinden (Täler) führen in der Trikolore ihre eigenen Wappen, es gibt auch Berichte über eine Flagge der Hauptstadt Andorra la Vella, die sich aus deren Wappen ableitet.

Im direkten Vergleich
Flagge Kataloniens, in Andorra verwendet bis 1806
Flagge Andorras, 1806 bis 1866
Flagge Andorras, 1866 (?) bis etwa 1934
7:10    Flagge Andorras
2:3  Flagge des Tschad
2:3  Flagge Rumäniens
1:2  Flagge der Republik Moldau
Flagge von Andorra la Vella